# ジョルジュ・バタイユ
ジョルジュ・アルベール・モリス・ヴィクトール・バタイユ（Georges Albert Maurice Victor Bataille、1897年9月10日 - 1962年7月8日）は、フランスの哲学者、思想家、作家。フリードリヒ・ニーチェから強い影響を受けた思想家であり、後のモーリス・ブランショ、ミシェル・フーコー、ジャック・デリダなどに影響を及ぼし、ポスト構造主義に影響を与えた。

## 概説
1897年にフランスのビヨムに生まれる。父親は梅毒に侵され全盲状態であった。両親は無宗教であったが、本人の意志で1914年にカトリックに入信。敬虔なクリスチャンとして過ごす。その頃から神秘主義的な素養が芽生え始めている。その後フリードリヒ・ニーチェの読書体験を通して1920年代の始めまでには無神論者となった。「死」と「エロス」を根源的なテーマとして、経済学・社会学・人類学・文学・芸術・思想・文化・宗教・政治など多岐の方面にわたって執筆。発表方法も批評や論文・評論、対談集から詩・小説・哲学書まで様々な形態をとる。1922年に名門グランゼコールの一つである国立古文書学校を卒業後、パリ国立図書館に勤務していた。
哲学的には、レオン・シェストフから基礎をおっている。シェストフとは、フョードル・ドストエフスキーとニーチェから哲学の出発をした哲学者であり、バタイユはシェストフの本を共訳でロシア語から訳してもいる(1924年)。この頃から、シュルレアリストたちと行動を共にし始める。精神的に変調をきたし始め、アドリアン・ボレルの精神分析の治療を始める（1925年から26年まで）。一年で打ち切られるが、ボレルがバタイユに書くように励まし勇気づけたことで、その結果『眼球譚』という作品が生まれる。1929年から雑誌『ドキュマン』の編集に携わり、グラヴィアを交えながら様々な論を展開する。西欧の観念論を批判し、シュルレアリストから非難を買うことになる。アレクサンドル・コジェーヴのヘーゲルに関する講義に、衝撃を受け、打ちのめされる。ロード・オーシュ名義で発表された処女作「眼球譚」をはじめとして、トロップマン（『空の青』の登場人物名。Henri Troppmann。また、1869年頃に暗躍した大量殺人鬼の名前でもある。Jean-Baptiste Troppmann）、ルイ三十世、ピエール・アンジェリック等の様々な筆名を使ったことでも有名。
バタイユには、主として3つの作品群が存在する。
- 第一に、神秘主義的、内的体験的であり、ときに一貫する論理的（科学的）な整合性を欠きながら思弁される、思想的文章群。代表としては、戦間期に書かれた『無神学大全』三部作（『内的体験』、『有罪者』、『ニーチェについて――好運への意志』、タイトルの「無神学大全」の語は中世の哲学者トマス・アクィナスの『神学大全』のパロディ）がある。この三部作は、断片形式で書かれていること、主として従来では「神秘体験」と称されてきた「体験」――語ることの困難な体験――を論理的な整合性を欠きながらも、語っていることがその特徴にある。
- 第二に、バタイユがいうところの「学問的／科学的」に論理的明晰な、思想的文章群。『無神学大全』が「体験」を内在的に語るのに対して、ここでは外在的に、ときには歴史的に「体験」を探求している。『呪われた部分――普遍経済学の試み』（第一巻:『呪われた部分――有用性の限界』[4]）、第二巻：『エロティシズムの歴史』、第三巻：『至高性』）が象徴的である。
- 第三に、小説群。これは『眼球譚』、『空の青』、『わが母』などである。

バタイユが思想的にとりわけ影響を受けたのは、1920年代に読み始めたフロイトおよびニーチェ、そしてコジェーヴの講義以降終生彼を捉えることとなるヘーゲル、そして西欧の神秘家たち（アンジェラ・ダ・フォリーニョ、ディオニシオス・アレオパギタ、アビラの聖テレサ、十字架の聖ヨハネ、etc.）である。
神秘主義に傾倒する前は共産主義を伝統的な(制度的)至高性souverainetéに最も対抗できる運動として称揚し、1931年から後のフランス共産党の創設者の一人ボリス・スヴァーリヌ率いる「民主共産主義サークル」のメンバーになるなど革命的知識人の側面があった。この団体が解散された1934年でも一時的にトロツキスト団体に加入したことがあるが、バタイユはこの頃に「内的体験」や「瞑想の方法」に目覚めたとされる。
また、ニーチェ研究者としては、ナチスによるニーチェ思想の濫用を早い段階から非難し、著作においてマルティン・ハイデッガーを「（主体的な）至高性が足りない」「ドイツの教授先生」などと批判していた。

## 影響
ジャック・デリダ（『エクリチュールと差異』にバタイユ論がある）やミシェル・フーコー（『侵犯の思考』というバタイユ論がある）への影響は見逃せない。また、フーコーはガリマール版『バタイユ全集』の序文に「Bataille est un des écrivains les plus importants de son siècle（バタイユは今世紀の最も重要な書き手の一人である）」と記した。バタイユと親交のあったモーリス・ブランショは、文学、思想、政治論などのあらゆる著作のなかでバタイユを参照している。その他、ジャン・ボードリヤールの経済思想は、バタイユの思想を踏襲・継承して展開される。政治哲学者として有名なジョルジョ・アガンベンにおける「動物」と「人間」に関する考察は、バタイユからの影響が強く、アガンベン自身もそれを自覚的にバタイユを扱っている。

## 生涯
- 1897年、ビヨムに生まれる。
- 1908年、ランスのリセに入学するも1913年中退し、エペルネーのコレージュに入学。
- 1914年、カトリックに入信。
- 1916年、第一次世界大戦に動員されるが、肺結核を患う。
- 1918年、パリに移転し、国立古文書学校に入学、1922年に卒業し、国立図書館司書に任命される。
- 1928年、女優シルヴィア・バタイユ（フランス語版）（シルヴィア・マクレス）と結婚し、『眼球譚』を偽名のロード・オーシュ(小便をする神)名義で出版。
- 1929年から1930年まで、雑誌『ドキュマン』編集長を務める。
- 1930年、一女（ローレンス・バタイユ1986年没）を設ける。
- 1931年から1934年まで、反スターリン主義を掲げる左翼政治集団「民主共産主義サークル」に加入。そこの機関紙で「消費の概念」や「国家の問題」などといった論文を発表し続けた。
- 1934年、同年にシルヴィア・マクレスと離婚。彼女はのちにジャック・ラカンの妻となる。
- 1936年、反ナショナリズムを掲げる政治団体、<反撃>を結成するが、半年ほどで解散する。
- 1937年、私的結社『アセファル(無頭人)』を結成。
- 1943年から1945年にかけて、後に『無神学大全』と総称される『内的体験』『有罪者』『ニーチェについて』の三作品を出版する。
- 1946年、月刊書評誌『クリティク』を創刊する。
- 1951年、ディアーヌ。コチュベ・ド・ボアルネと結婚する。また同年に、オルレアン市立図書館の館長に就任する。
- 1955年、頸部動脈硬化症と診断される。
- 1962年、病状が急速に悪化し、永眠。聖マドレーヌ教会堂裏の墓地に埋葬される。

詳しくは、ミシェル・シュリヤ『Ｇ・バタイユ伝』上・下（西谷修ほか訳 河出書房新社、1991年）や酒井健 『バタイユ入門』(筑摩書房、1996年)などを参照。

## 主要著作
1920年代に書かれた著作・論考・文学作品
- 『眼球譚』 "Histoire de l'œil"
- 『W.C.』

1930年代に書かれた著作・論考・文学作品
- 雑誌『ドキュマン』（1929-1931）所収の各論文（日本語訳『ドキュマン』バタイユ著作集第11巻、2002年（第八版））
- 『太陽肛門』(1931)
- 雑誌『社会批評』所収の各論文（ex. 「ヘーゲル弁証法の根底批判」（1932年3月）、「消費の概念」（1933年1月）、「国家の問題」(1933年9月）、「ファシズムの心理構造」(1933年11月、および1934年3月）
- 『空の青』（1934年） "Le Bleu du ciel"
- 雑誌『アセファル』所収の論考
- 『社会学研究会』（聖社会学）で発表した論考（講演含む）

1940年代に書かれた著作・論考・文学作品
- 『内的体験』「『無神学大全』1」（主要部分は、1941-1942に書かれた。刊行は43年。）L'expérience intérieur
- 『マダム・エドワルダ』（1941年12月）
- 『有罪者』「『無神学大全』2」(1944年出版）
- 『ニーチェについて――好運への意志』「『無神学大全』3」(1945年2月出版）
- 『有用なものの限界』（1930年代後半から45年までに書かれた草稿）
- 『呪われた部分――有用性の限界』「『呪われた部分――普遍経済の試み』1」（45-49年に書かれた。49年に刊行）
- 『宗教の理論』（推定48年頃に書かれた。生前刊行されず、1974年にガリマールから刊行。）

1950年代に書かれた著作・論考・文学作品
- 『Ｃ神父』(1950年）
- 『エロティシズムの歴史』「『呪われた部分――普遍経済の試み』2」（51年頃に書かれる。『呪われた部分』の第二巻となるよう予定されていた草稿。）
- 『ラスコー』（1953年から執筆され、55年に刊行。）
- 『マネ』（1953年から執筆され、55年に刊行。）
- 『わが母』（1954-55に書かれた。）
- 『文学と悪』（1957年ガリマールから出版。）
- 『エロティシズム』（1957年ミニュィ社から出版。）

1960年代に書かれた著作・論考・文学作品
- 『エロスの涙』（61年出版）

### 日本語訳
訳書刊行は、1950年代から始まり『蠱惑の夜（C神父）』、『エロティシズム』、『文学と悪』などが出版、再刊もあり読まれ続けている。著名な『眼球譚』と『マダム・エドワルダ』は、1967年に生田耕作が初訳出版（度々改訳）。1969年から1973年にかけ二見書房で『ジョルジュ・バタイユ著作集』全15巻が刊行した（新版も再刊）。
新訳版は2020年代現在まで、筑摩書房・ちくま学芸文庫や河出書房新社・河出文庫、平凡社・平凡社ライブラリー、光文社・光文社古典新訳文庫で、他にも大学出版局、月曜社などで出版されている。
- 『バタイユ書簡集　一九一七－一九六二年』（岩野卓司ほか全10名訳、水声社、2022年）がある。

### 雑誌
- 『現代思想 特集＝バタイユ』1982年2月号、青土社。
- 『ユリイカ 詩と批評 特集ジョルジュ・バタイユ』1986年2月号、青土社。
- 『ユリイカ 詩と批評 生誕100年記念特集 バタイユ』1997年7月号、青土社。
- 『水声通信No.30 特集ジョルジュ・バタイユ』2009年8月、水声社。
- 『水声通信No.34 特集『社会批評』のジョルジュ・バタイユ』2009年8月、水声社。

### バタイユに言及した論考・著作
- ピエール・クロソウスキー「虚無の肉体 ニーチェにおける神の死の体験 およびジョルジュ・バタイユにおける本来的体験への郷愁」
  - 『わが隣人サド』豊崎光一訳（晶文社、1969年）所収
- ピエール・クロソウスキー「ジョルジュ・バタイユのミサ（『Ｃ神父』について）」
  - 『かくも不吉な欲望』大森晋輔・松本潤一郎訳（河出文庫、2008年）所収。作家論集の新訳版、原本は1963年に刊行
- Jean-luc Nancy, La Communauté désoeuvrée , Christian Bourgeois éditeur, 1986. 
  - ジャン＝リュック・ナンシー『無為の共同体』西谷修訳（以文社、2001年）。日本語訳
- Michel Surya, Georges Bataille, la mort à l'oeuvre , Paris, Gallimard, 1992.
  - ミシェル・シュリヤ『Ｇ・バタイユ伝』西谷修・中沢信一・河竹英克訳（河出書房新社（上・下）、1991年）。日本語訳
- ヴィンフリート・メニングハウス「聖なる吐き気（バタイユ）と実存のべとつくマーマレード」
  - 『吐き気 ある強烈な感覚の理論と歴史』竹峰義和ほか訳（法政大学出版局、2010年）、所収

### 日本人によるバタイユ関連論考・著作
- 三島由紀夫『小説とは何か』新潮社、1972年、新版『決定版 三島由紀夫全集 34巻』新潮社、2003年
- 岡本太郎「わが友 ジョルジュ・バタイユ」（『呪術誕生』みすず書房、1998年、所収）
- 湯浅博雄『バタイユ 消尽』 講談社、1997年。講談社学芸文庫、2006年
- 岩野卓司『ジョルジュ・バタイユ 神秘経験をめぐる思想の限界と新たな可能性』 水声社、2010年
- 酒井健『バタイユ入門』 ちくま新書、1996年
- 酒井健『バタイユ そのパトスとタナトス』 現代思想新社、1996年
- 酒井健『バタイユ 聖性の探究者』 人文書院、2001年
- 酒井健『バタイユ 魅惑する思想』 白水社、2005年
- 酒井健『バタイユ』 青土社、2009年
- 岡崎宏樹『バタイユからの社会学』関西学院大学出版会、2020年
- 古永真一『ジョルジュ・バタイユ 供儀のヴィジョン』早稲田大学出版部、2010年
- 吉田裕『バタイユの迷宮』 書肆山田、2007年
- 吉田裕『バタイユ 聖なるものから現在へ』 名古屋大学出版会、2012年
- Kenji Hosogai, Totalité en excès -- Georges Bataille, l'accord impossible entre le fini et l'infini --, Keio university press, 2007.
- Koichiro Hamano, Georges Bataille La perte, le don et l'écriture, Éditions Universitaires de Dijon, Collection Écritures, 2004.

美学・文学
- 江澤健一郎『ジョルジュ・バタイユの≪不定形≫の美学』水声社、2005年
- 福島勲『バタイユと文学空間』水声社、2011年
- 酒井健『バタイユと芸術　アルテラシオンの思想』青土社、2019年

時間論
- 和田康『歴史と瞬間 ――ジョルジュ・バタイユにおける時間思想の研究』溪水社、2004年

## エピソード
- 信じがたい苦痛とともにその生涯を終えたという。晩年特異な脳の病と闘病を強いられた。

※シュリアの伝記、酒井健『バタイユ入門』（ちくま新書、1996年）、『バタイユ』（青土社、2009年）等を参照。
- 三島由紀夫は自決する前、一番親近感を持っているのはバタイユと述べている。
- TVインタビュー動画 該当する動画が開始されない場合は、画面左上の ina RECHERCHER で検索する。
- 生田耕作 は『眼球譚』ほかを翻訳し、改訳を度々行った。三島は『小説とは何か』で生田の訳文を称賛している。